# La Chasse royale
Pour les articles homonymes, voir La Chasse royale (homonymie).
La Chasse royale est un roman de Pierre Moinot publié en 1953 aux éditions Gallimard. Il a reçu le Prix Sainte-Beuve en 1953 puis le Grand prix du roman de l'Académie française en 1954, ex æquo avec Neige sur un amour nippon de Paul Mousset.

## Résumé
Deux amis se retrouvent dans une forêt des Vosges pour un séjour de chasse. Ils vont y trouver, outre des chevreuils et des sangliers, des braconniers et, pour l’un d’eux, une jeune femme dont il va tomber amoureux. Au-delà de cette histoire simple et banale, c’est l’éternelle attirance de l’homme pour la chasse, la forêt, le monde sauvage qui est ici décrite. Le titre de ce roman est emprunté à un mythe très ancien, celui de la chasse menée par le roi maudit, revenant d’entre les morts avec sa troupe, que, les nuits d’orage, on voit galoper dans le ciel pour une course sans fin. Dans ce livre, l’histoire de quelques hommes et de leur destin rencontre celle de tous les hommes avec leurs peurs et leurs combats.

## Éditions
- La Chasse royale, éditions Gallimard, 1953.